# Egg SZ
| SZ ist das Kürzel für den Kanton Schwyz in der Schweiz. Es wird verwendet, um Verwechslungen mit anderen Einträgen des Namens Egg zu vermeiden. |

Egg ist ein Viertel in der Gemeinde Einsiedeln des Kantons Schwyz in der Schweiz.
Es wurde 1331 erstmals urkundlich als Egga erwähnt.

## Teufelsbrücke
Auf Egger Boden liegt die Teufelsbrücke, die den Jakobsweg über die Sihl führt und den Etzelpass mit Einsiedeln verbindet. Direkt neben der Teufelsbrücke wurde 1493 Paracelsus geboren.
Die erste Brücke wurde von Abt Gero von Frohburg 1117 erbaut. 1517 erfolgte der Bau der ersten steinernen Brücke. Im 17. Jahrhundert wurde sie durch einen Neubau mit Dach ersetzt, welcher 1794 durch Bruder Jakob Natter verstärkt und zugleich mit einer Kapellennische für den Heiligen Nepomuk ergänzt wurde.

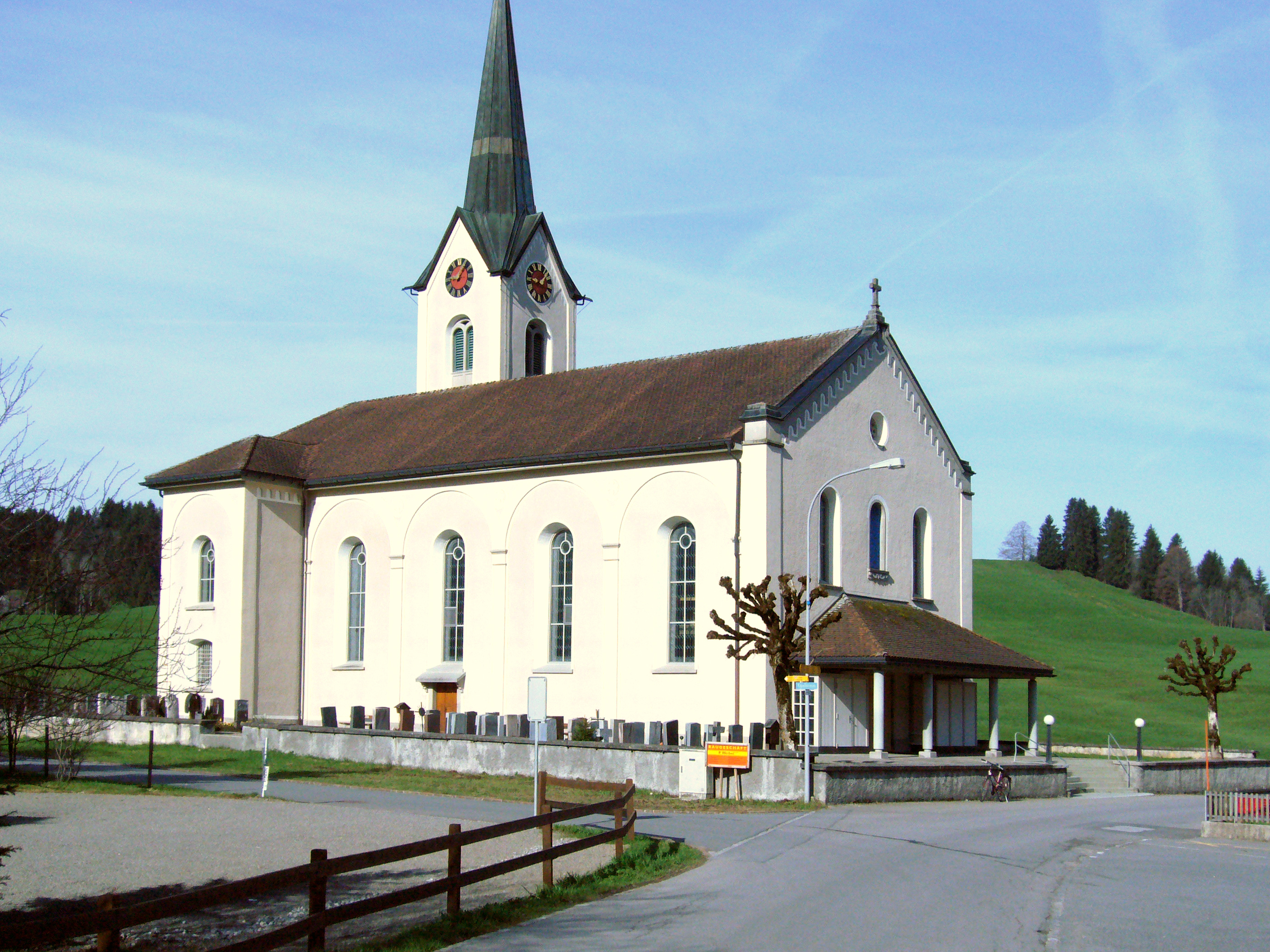
Die 1779 geweihte Dorfkirche
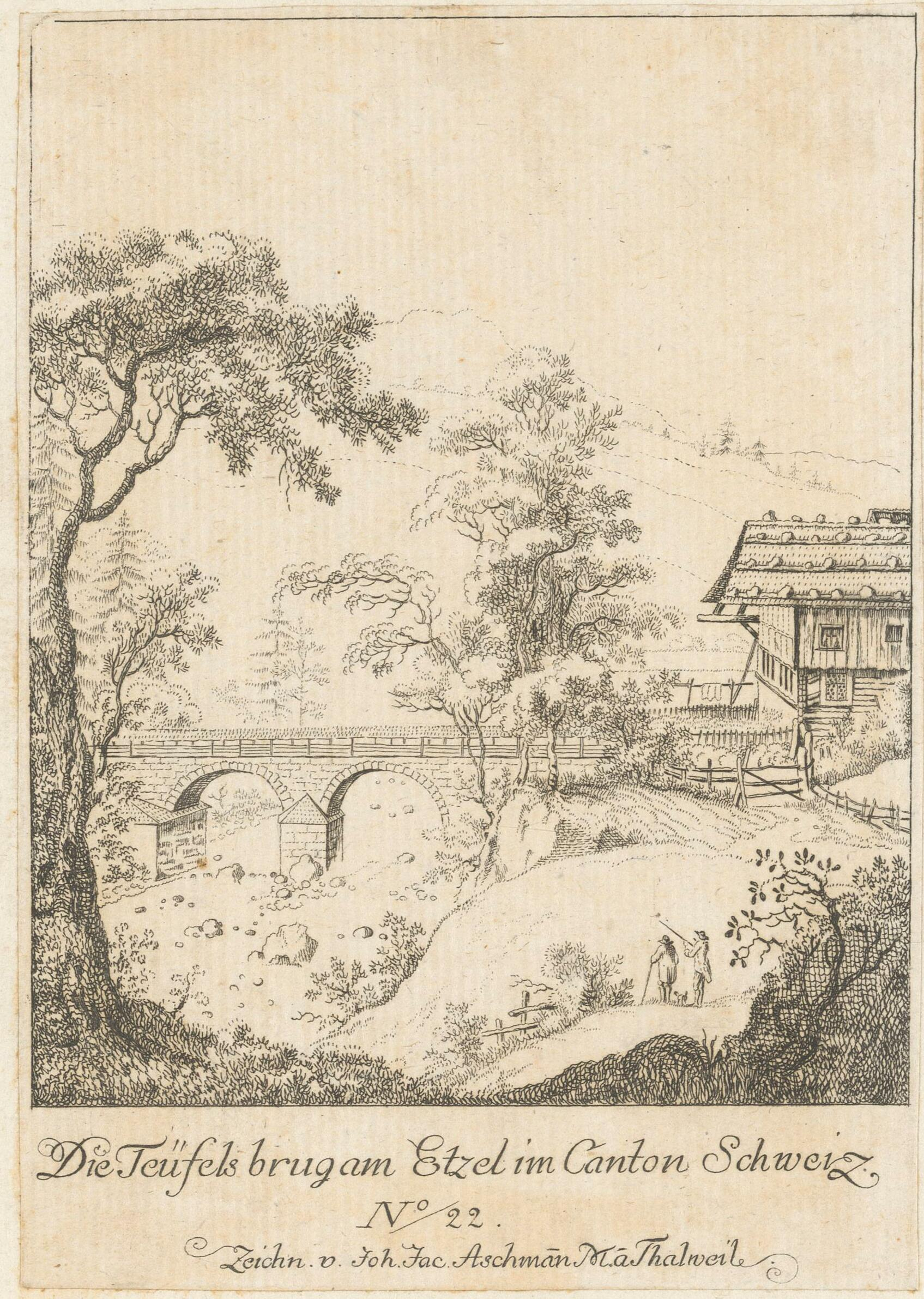
Die Teüfelsbrug am Etzel im Canton Schweiz, zwischen 1774 und 1795
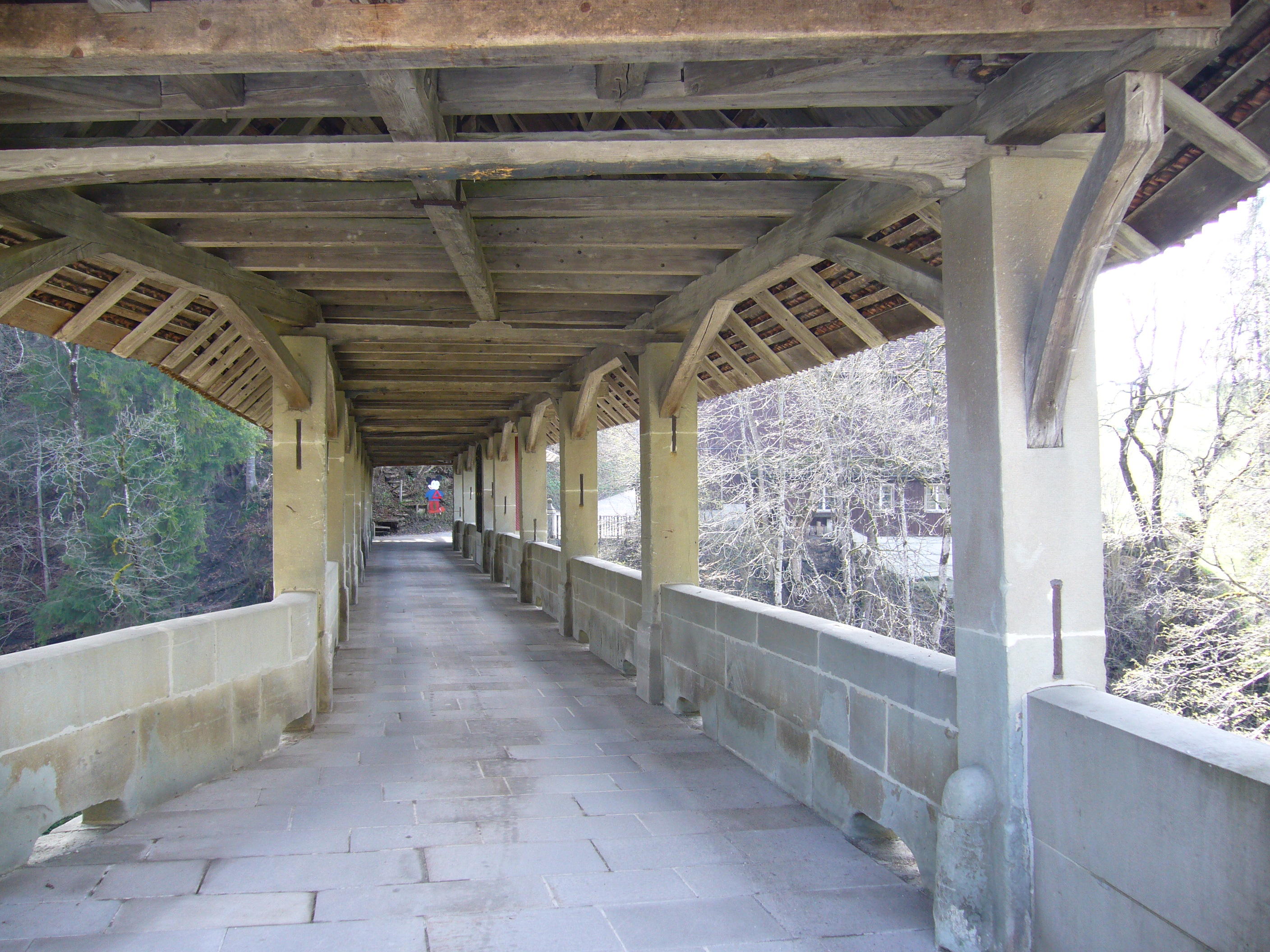
Teufelsbrücke in Egg
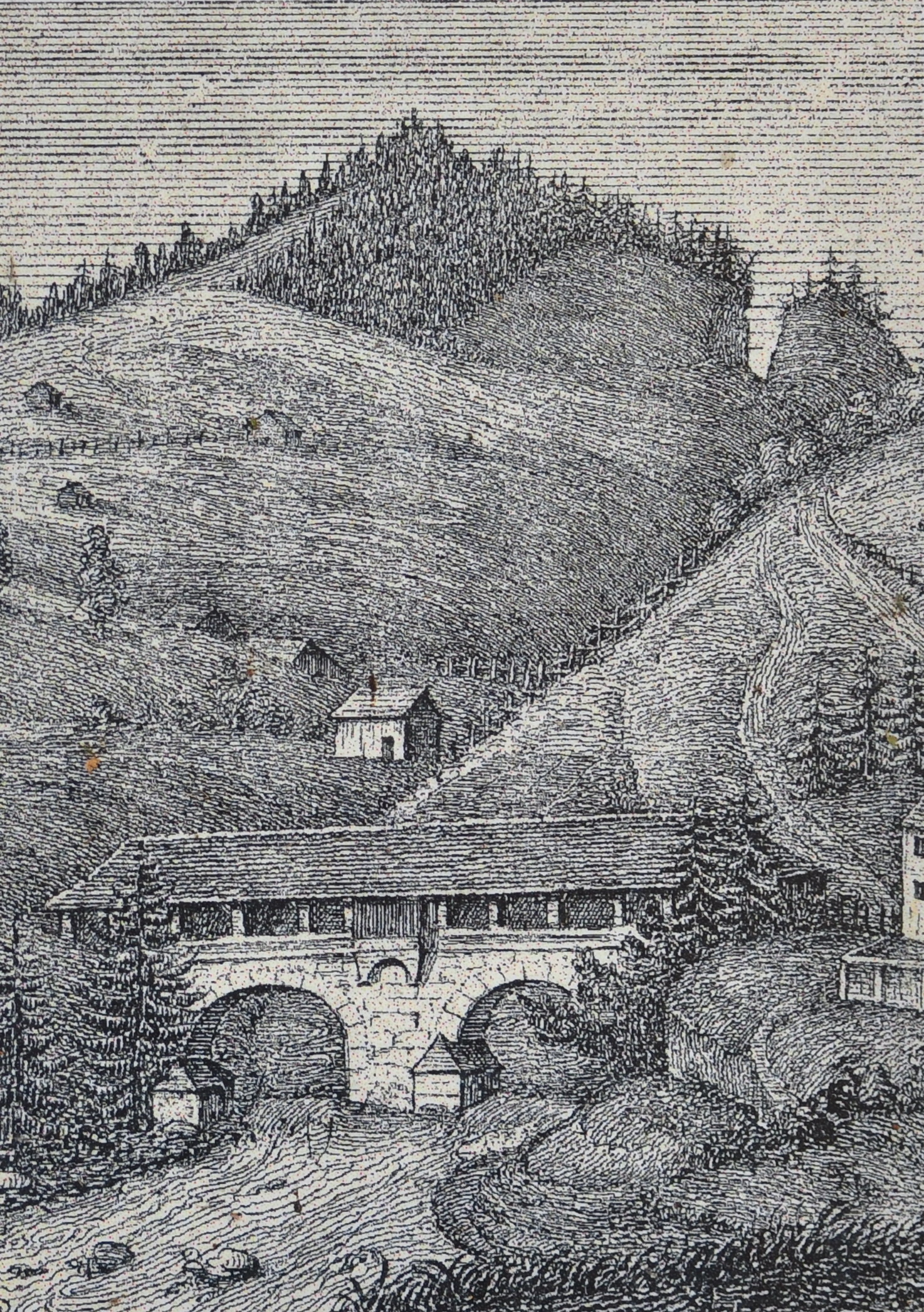
Die Teufelsbrücke auf einem Holzstich, im Hintergrund der Etzelpass und der Etzel (Berg)
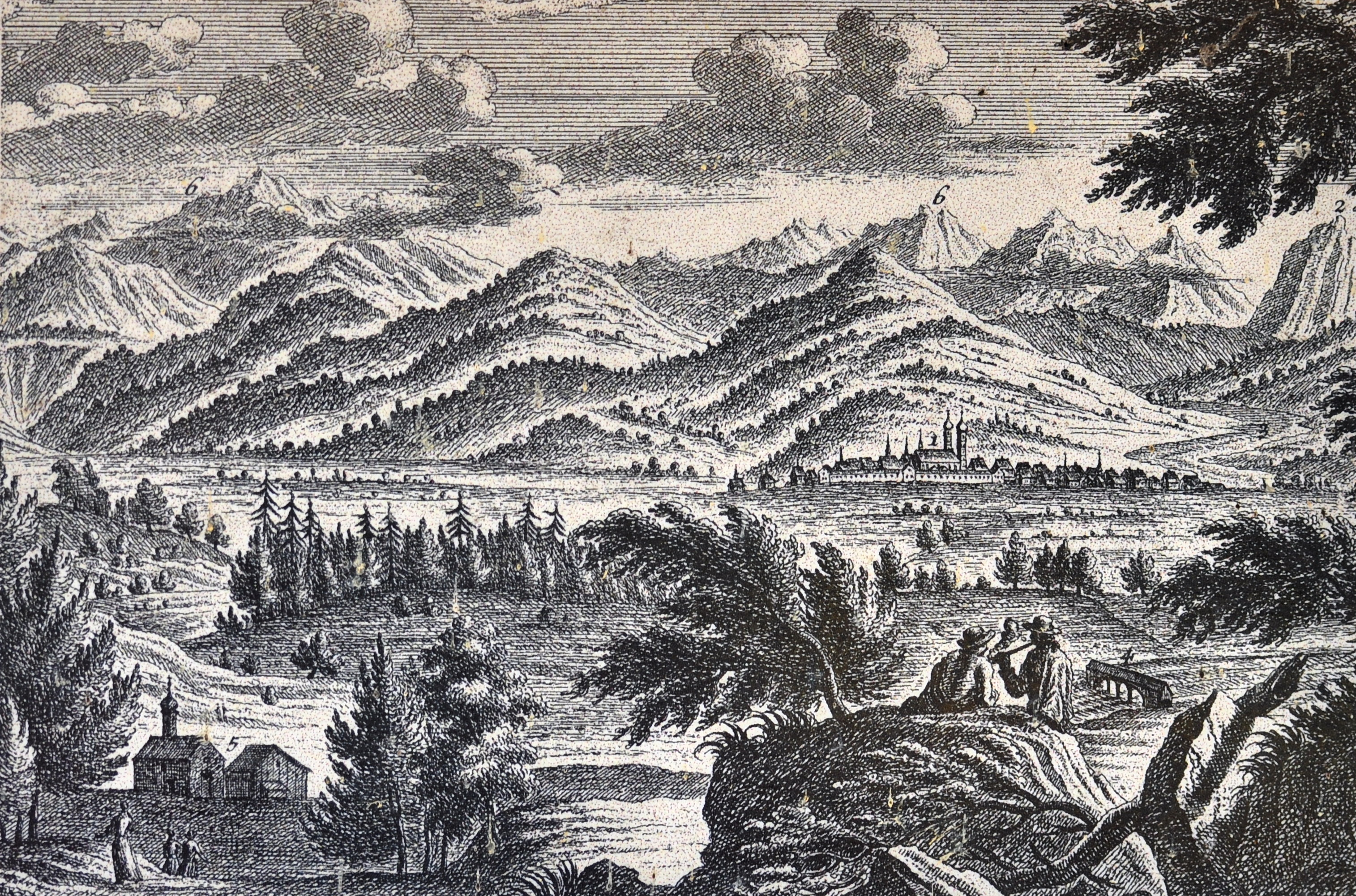
Der Jakobsweg über den Etzelpass nach Einsiedeln auf einer historischen Abbildung
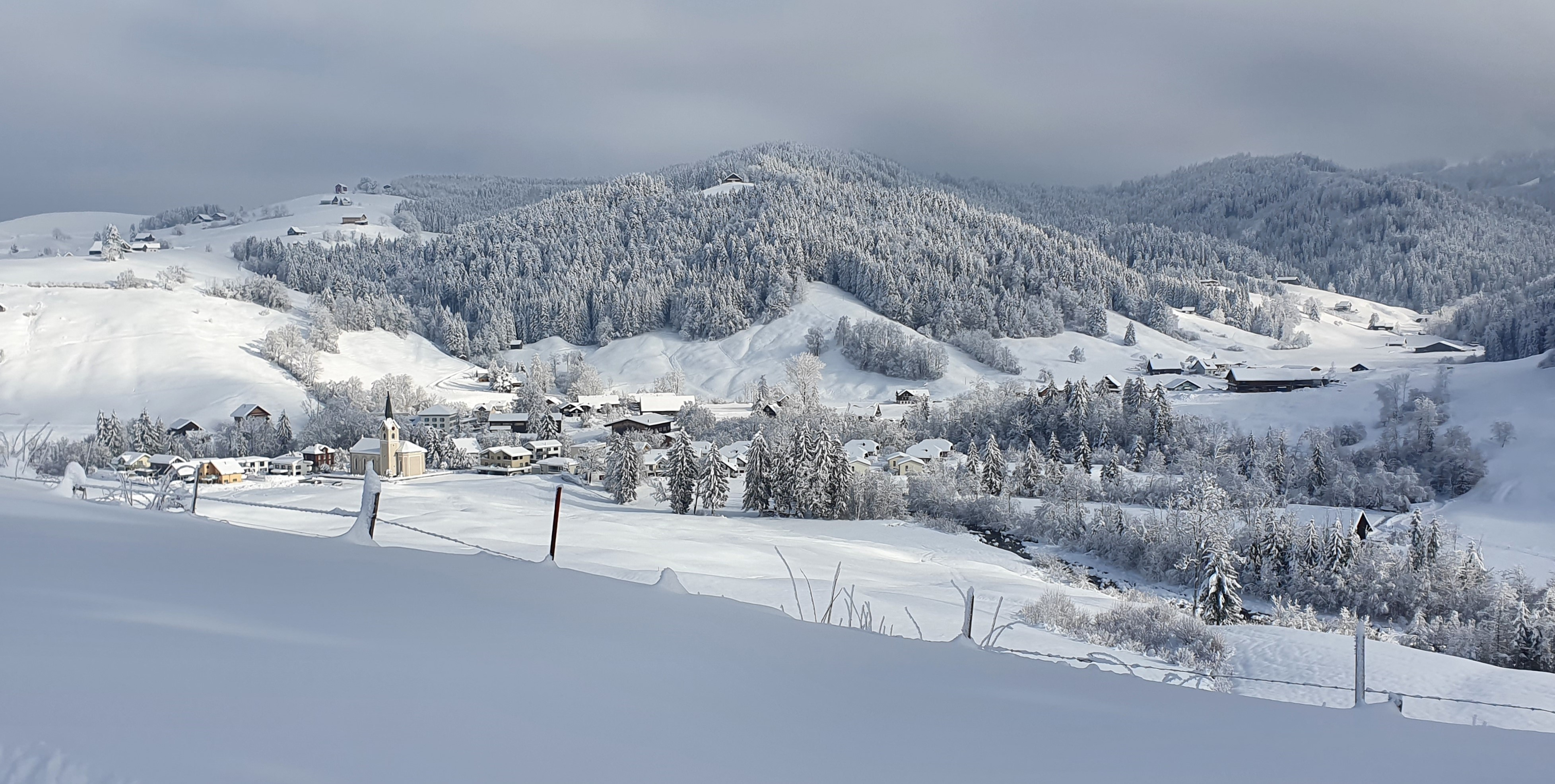
Egg im Winter

## Bevölkerung
| Bevölkerungsentwicklung | Bevölkerungsentwicklung |
| Jahr                    | Einwohner               |
| ----------------------- | ----------------------- |
| 1860                    | 427                     |
| 1905                    | 390                     |
| 1960                    | 416                     |
| 2000                    | 474                     |
| 2015                    | 517                     |

## Persönlichkeiten

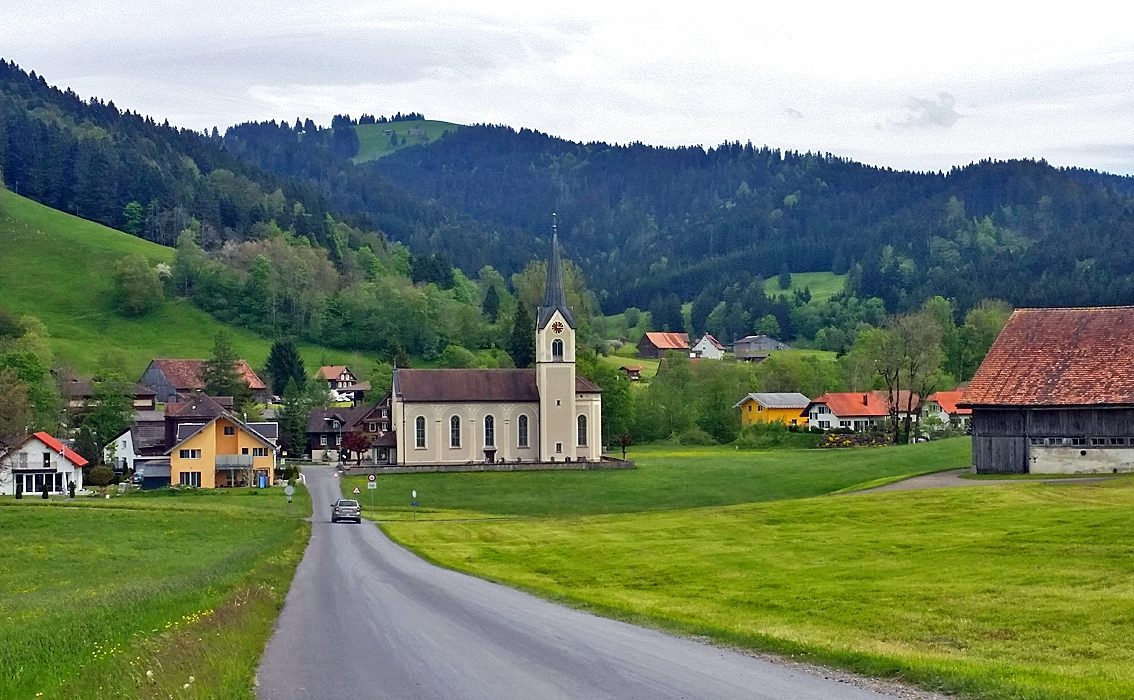
Egg. Ansicht von Nordwest.

- Theophrast von Hohenheim, Paracelsus (1493–1541)
- Sonia Kälin (* 1985), Schwingerin
- Susann Bosshard-Kälin (* 24. April 1954), Journalistin und Sachbuchautorin

## Film
- Richard Schönbächler: Das verborgene Dorf. Landschaft und Geschichte von Egg am Etzel. DVD. dbvideo, Einsiedeln 2009.